# Kanton Säntis

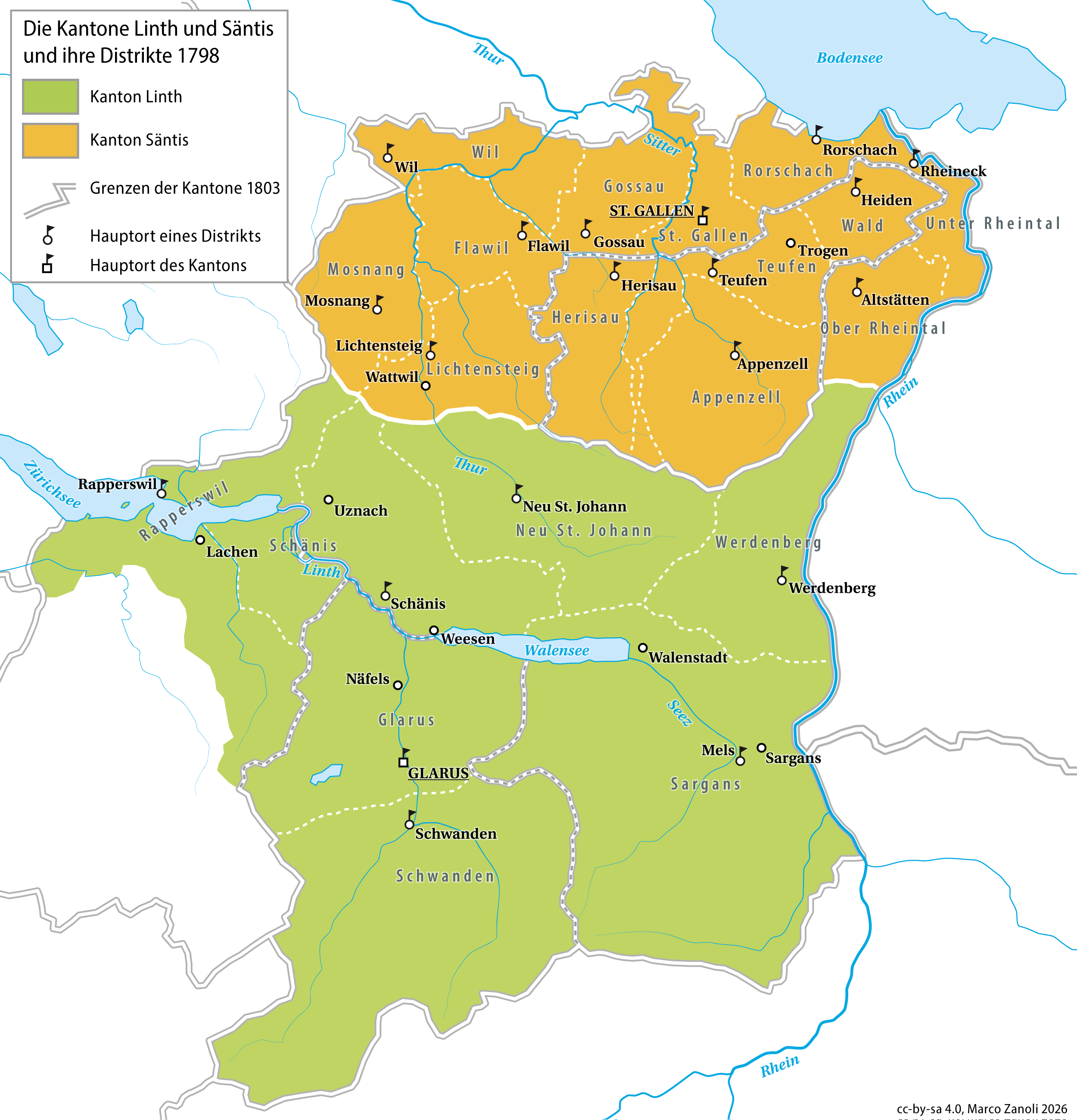
Die Kantone Säntis und Linth mit ihren Distrikten

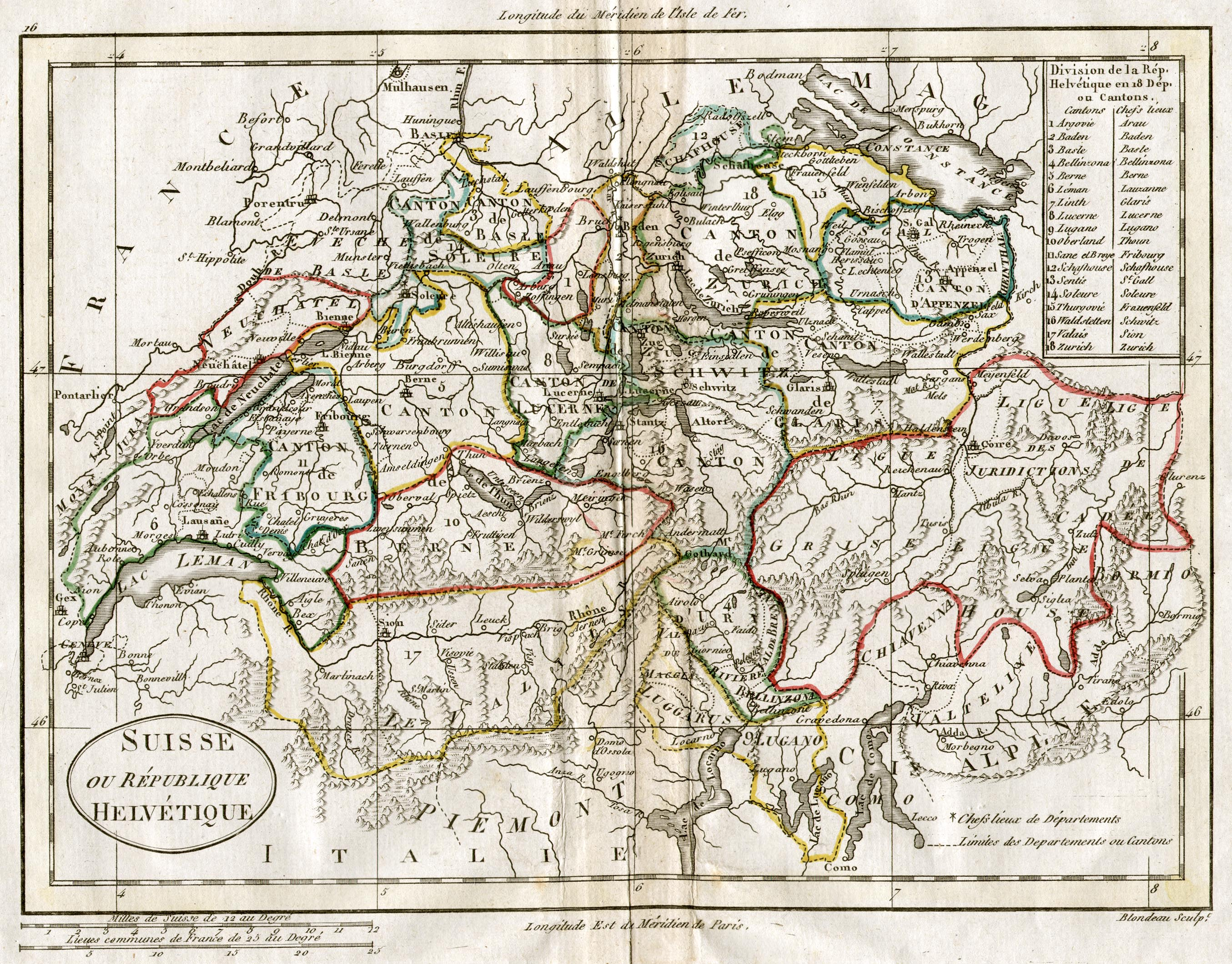
Zeitgenössische Karte der Helvetischen Republik und ihrer Kantone 1798

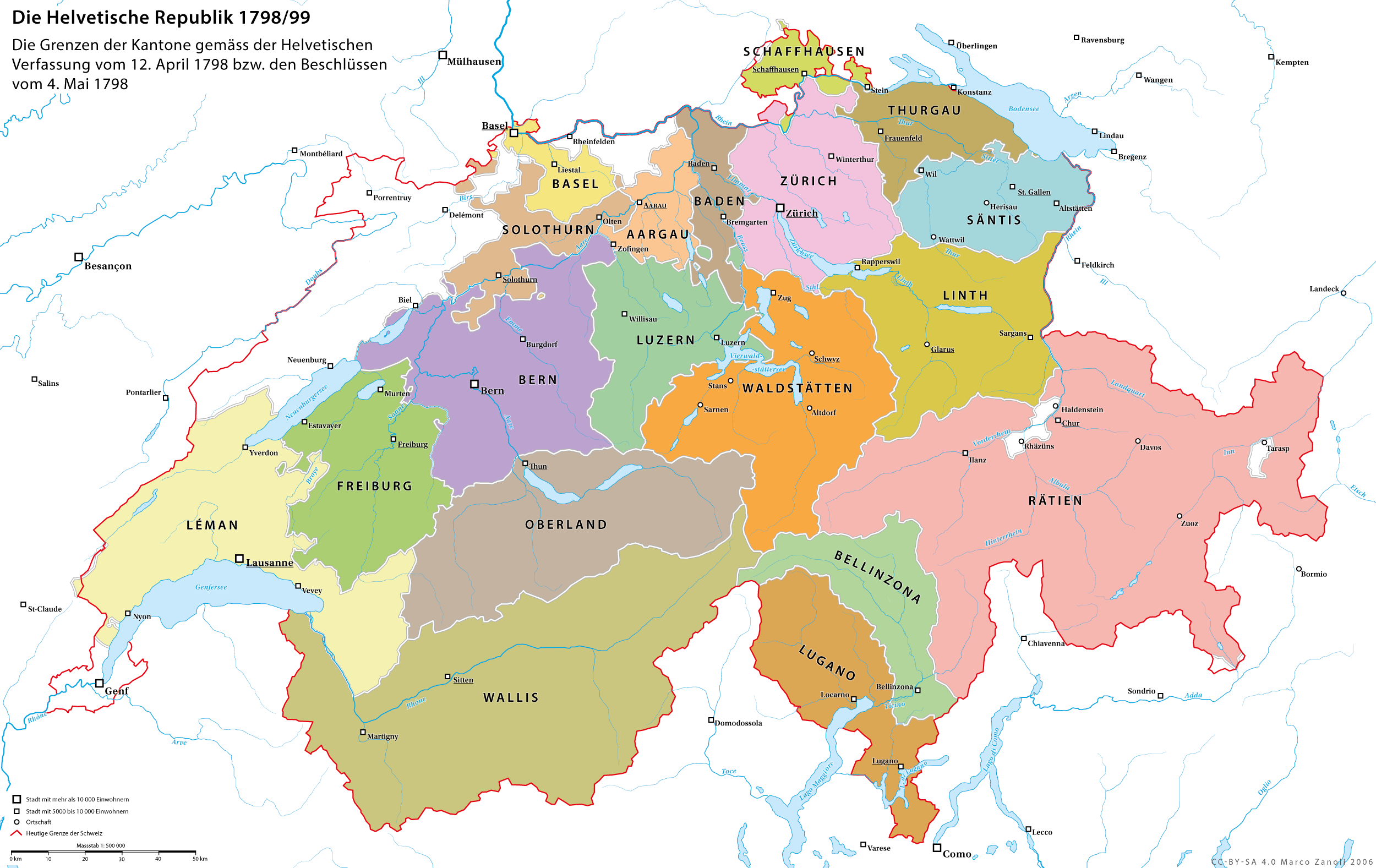
Übersichtskarte der Helvetischen Republik 1798

Der Kanton Säntis war ein Kanton der Helvetischen Republik. Er wurde 1798 aus dem Gebiet von Stadt und Fürstabtei St. Gallen, der Landvogtei Rheintal und den beiden Appenzell gebildet. Benannt wurde der Kanton, nach dem Beispiel der französischen Départements, nach einem geographischen Merkmal, nämlich dem Berg Säntis. Kantonshauptort war St. Gallen. Mit der Verfassung vom 29. Mai 1801 wurde er in Kanton Appenzell umbenannt.

## Geschichte
Gemäss dem ersten Entwurf der helvetischen Verfassung vom Frühjahr 1798 sollten die Fürstabtei St. Gallen und die Stadt St. Gallen zusammen den Kanton St. Gallen bilden. Die ehemaligen Gemeinen Herrschaften Rheintal, Uznach, Rapperswil, Gaster und Sargans sowie die Untertanengebiete von Glarus und Zürich, Werdenberg und Sax-Forstegg, wären zum Kanton Sargans zusammengefasst worden, Glarus und Appenzell selbständig geblieben. Nach der Weigerung der Landsgemeindekantone, die helvetische Verfassung freiwillig anzunehmen, wurde nach deren gewaltsamer Unterwerfung eine Neueinteilung vorgenommen, mit dem Ziel, das Stimmengewicht der widerspenstigen Kantone in der Helvetischen Republik zu minimieren. Aus diesem Grund wurden die neuen Kantone Linth und Säntis gebildet, in denen jeweils diejenigen Gebiete, die als ehemalige Untertanengebiete als politisch zuverlässiger galten, die konservative Bevölkerung der Altkantone Glarus und Appenzell dominierte.
Mit der Mediationsakte von 1803 wurde die Souveränität der beiden Appenzell und Glarus wiederhergestellt und der Kanton St. Gallen wurde neu geschaffen, indem die Restgebiete der Kantone Säntis und Linth (ohne Höfe, March und Einsiedeln) vereinigt wurden.

## Administrative Gliederung und Demographie
Der Kanton Säntis hatte ungefähr 141'000 Einwohner und war in folgende 13 Distrikte eingeteilt:
- Sankt Gallen (11'200 Einwohner), Hauptort St. Gallen
- Rorschach (10'100 Einwohner), Hauptort Rorschach
- Unterrheintal (10'000 Einwohner), Hauptort Rheineck
- Oberrheintal (11'000 Einwohner), Hauptort Altstätten
- Appenzell (12'000 Einwohner), Hauptort Appenzell
- Wald (12'000 Einwohner), Hauptort Heiden
- Teufen (14'200 Einwohner), Hauptort Teufen
- Herisau (13'000 Einwohner), Hauptort Herisau
- Gossau (10'000 Einwohner), Hauptort Gossau
- Wil (8'500 Einwohner), Hauptort Wil
- Flawil (9'500 Einwohner), Hauptort Flawil
- Mosnang (10'000 Einwohner), Hauptort Mosnang
- Lichtensteig (10'000 Einwohner), Hauptort Lichtensteig